# لباب (اسم)
لباب هو اسم علم مذكر من أصل عربي، ومعناه هو الخالص المختار من كل شيء؛ يقولون «فلان لباب قومه» أي خيرهم، والمقيم في المكان لا يبرحه، من الفعل لب والب إذا أقام في المكانو اللباب لحم الثمرة ما بين القشرة والنوى.

## وصلات خارجية
- موسوعة السلطان قابوس لأسماء العرب نسخة محفوظة 5 أبريل 2019 على موقع واي باك مشين.